# فهرست آهنگسازان ارمنی
در زیر فهرست آهنگسازان ارمنی (انگلیسی: List of Armenian composers) آورده شده است:

## Armenian Mighty Handful
آهنگسازان Armenian Mighty Handful:
- الکساندر آرتونیان
- آندره آرزومانیان (۱۹۵۴-۲۰۱۰)
- آرنو باباجانیان
- ادوارد میرزویان
- آدام خودویان

## آ
- w:en:Alain Altinoglu (زاده ۱۹۷۵)
- روبرت آمیرخانیان (زاده ۱۹۳۹)
- ایزابلا آرازوفا (زاده ۱۹۳۶)
- الکساندر آرتونیان (۱۹۲۰-۲۰۱۲)
- سرگئی آسلامازیان (۱۸۹۷-۱۹۷۸)
- خاچاطور آوتیسیان (۱۹۲۶-۱۹۹۶)
- آرتمی آیوازیان (۱۹۰۲-۱۹۷۵)

## الف

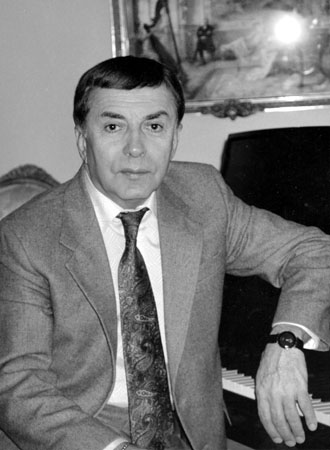
کنستانتین اوربلیان

- آلکساندر اسپندیریان (۱۸۷۱-۱۹۲۸)
- تادئوس اکسرجیان (۱۸۵۸-۱۹۱۳)
- استپان الماس (۱۸۶۲-۱۹۳۷)
- آنجلو افریکیان (۱۹۱۳-۱۹۸۲)
- کنستانتین اوربلیان (۱۹۲۸-۲۰۱۴)
- زاون اوهانیان (زاده ۱۹۲۵)

## ب
- ادوارد باغداساریان (۱۹۲۲-۱۹۸۷)
- سرگئی بالاسانیان (۱۹۰۲-۱۹۸۲)
- سارگیس بارخوداریان (۱۸۸۷-۱۹۷۳)
- هامبارتسوم بربریان (۱۹۰۵-۱۹۹۹)
- شاهان بربریان (۱۸۹۱-۱۹۵۶)
- ژیلبرت بیبریان (زاده ۱۹۴۴)

## پ
- استپان پاپلیان (۱۸۷۵-۱۹۶۰)
- بوریس پارسادانیان (۱۹۲۵-۱۹۹۷)
- کنستانتین پتروسیان (زاده ۱۹۴۶)
- میکائل پتروسیان (زاده ۱۹۷۳)

## ت
- میکائیل تاریوردیف (۱۹۳۱-۱۹۹۶)
- هوهانس چکیجیان (زاده ۱۹۲۹)
- تیگران چوخاجیان (۱۸۳۷-۱۸۹۸)
- آوت ترتریان (۱۹۲۹-۱۹۹۴)
- آرمن تیگرانیان (۱۸۷۹-۱۹۵۰)
- نیکوغایوس تیگرانیان (۱۸۵۶-۱۹۵۱)
- اونو تونچ (۱۹۴۸-۱۹۹۶)

## د
- هاروتیون دلالیان (۱۹۳۷-۱۹۹۰)
- اچ. ای. در-هواگیمیان (زاده ?)
- یغیا دندسیان (۱۸۳۴-۱۸۸۱)
- ویاچسلاو دوبرینین (زاده ۱۹۴۶)
- باغداسار دبیر (۱۶۸۳-۱۷۶۸)

## ج

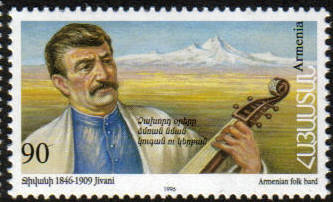
جیوانی

- جیوانی (عاشوق) (۱۸۴۶-۱۹۰۹)
- میهائل ژورا (۱۸۹۱-۱۹۷۱)

## چ
- گایانه چبوتاریان (۱۹۱۸-۱۹۹۸)
- لوون چائوشیان (زاده ۱۹۴۶)
- لوریس چکناواریان (زاده ۱۹۳۷)
- لوریس چوبانیان (زاده ۱۹۳۳)
- گقونی هوهانسی چیتچیان (زاده ۱۹۲۹)

## س

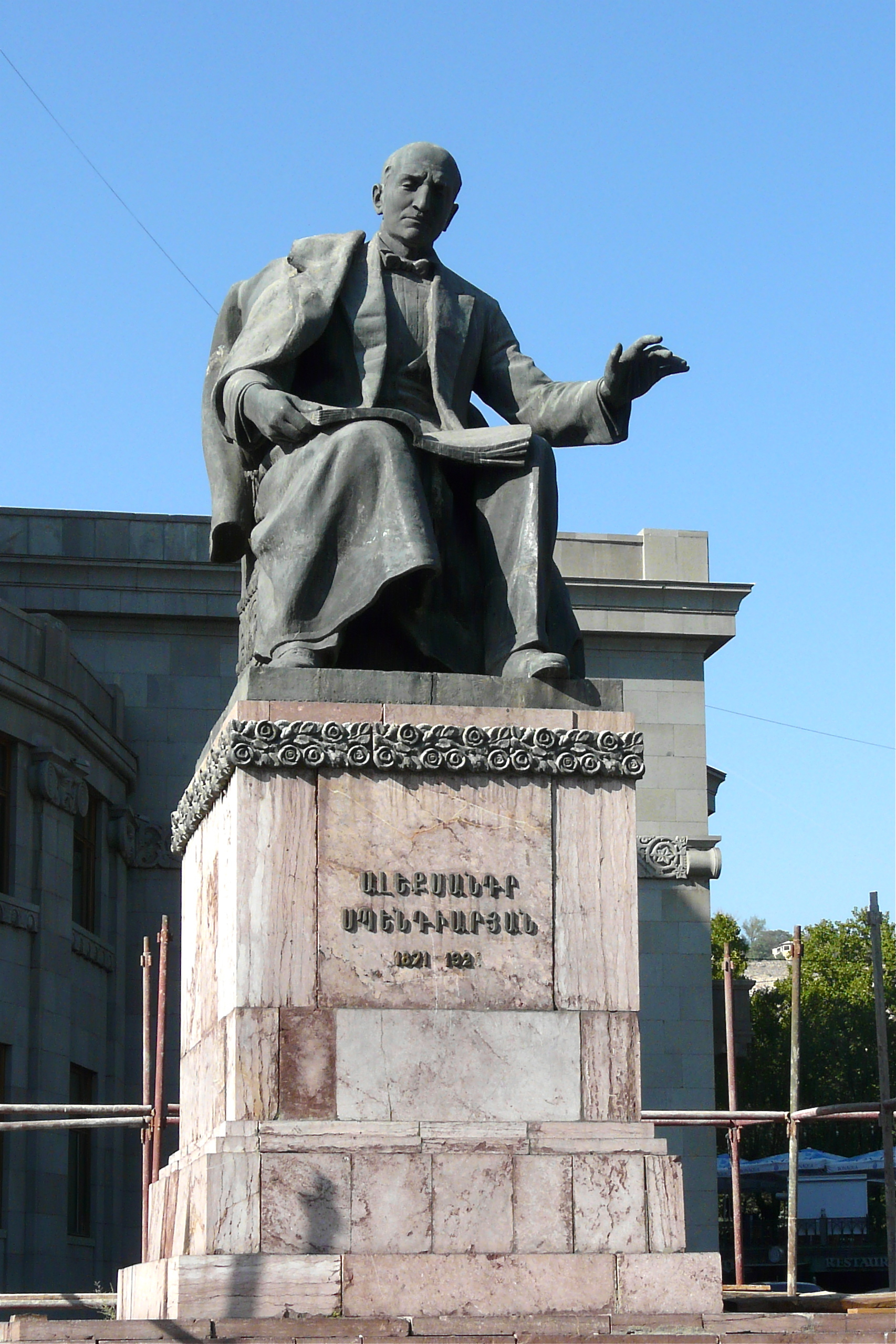
آلکساندر اسپندیریان

- ساهاکدوخت (زنده در سده 8 میلادی)
- واردان سارداریان (زاده ۱۹۶۲)
- روبن سارگسیان (۱۹۴۵-۲۰۱۳)
- واهرام سارگسیان (زاده ۱۹۸۱)
- قازاروس ساریان (۱۹۲۰-۱۹۹۸)
- آرام ساتیان (زاده ۱۹۴۷)
- داویت ساتیان (زاده ۱۹۷۹)

## ش
- واچه شارافیان (زاده ۱۹۶۶)
- پتروس شوجونیان (زاده ۱۹۵۷)
- استپان روستومیان (زاده ۱۹۵۶)
- گریگور سونی (۱۸۷۶-۱۹۳۹)

## ک

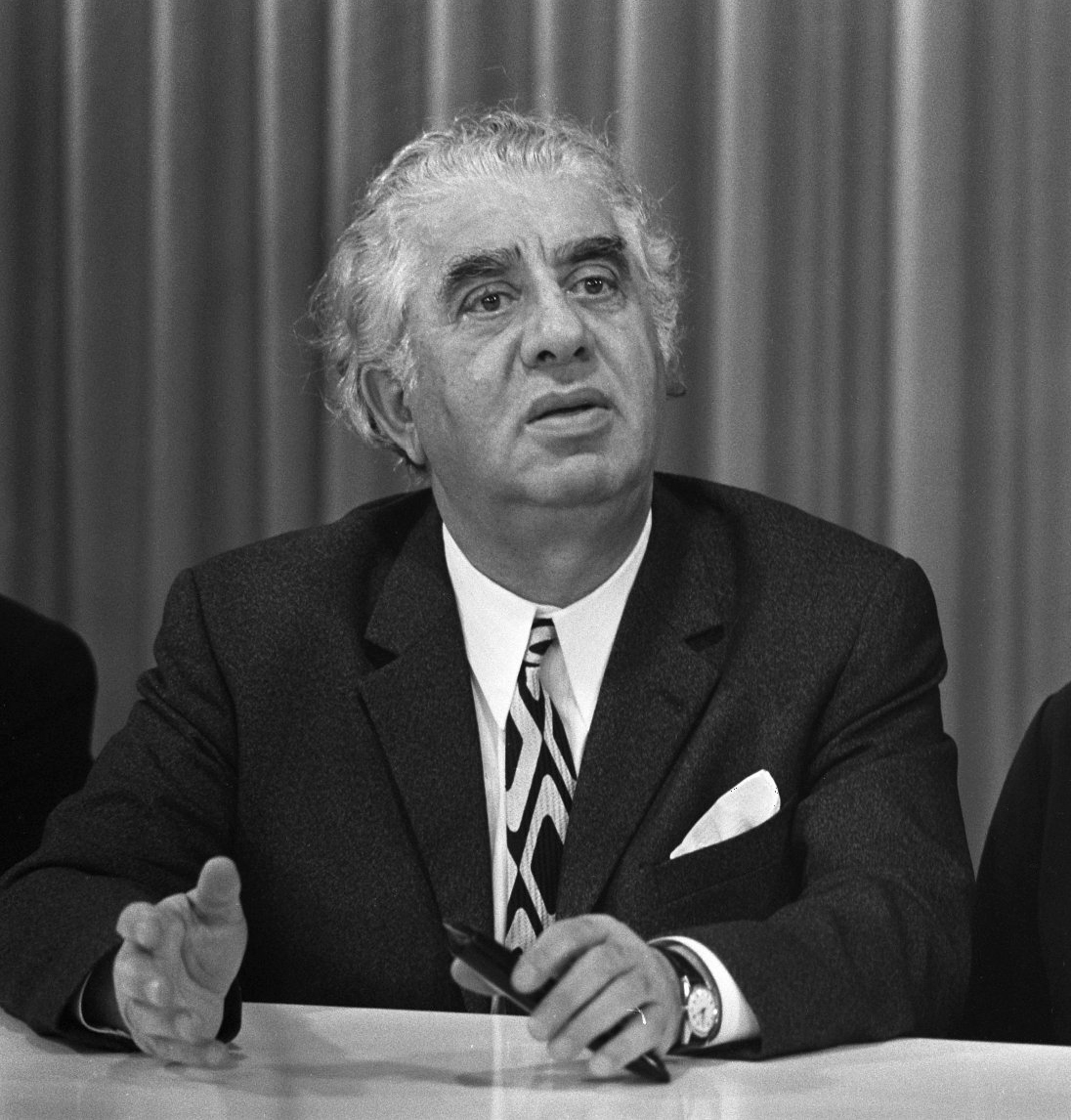
آرام خاچاتوریان

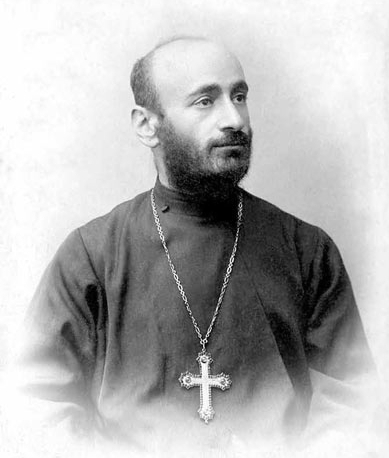
کومیتاس وارداپت

- سیروارد گالباگیان گارامانوک (۱۹۱۲-۲۰۰۸)
- آندری کاسپاروف (زاده ۱۹۶۶)
- یوری کاسپاروف (زاده ۱۹۵۵)
- ریتا کاسابیان (زاده ?)
- آرام خاچاتوریان (۱۹۰۳–۱۹۷۸)
- کارن خاچاتوریان (۱۹۲۰-۲۰۱۱)
- خسرویدوخت (lived in 8th century)
- آدام خودویان (۱۹۲۱-۲۰۰۰)
- کومیتاس وارداپت (۱۸۶۹-۱۹۳۵)
- گریگور کالفایان (۱۸۷۳-۱۹۴۹)

## گ

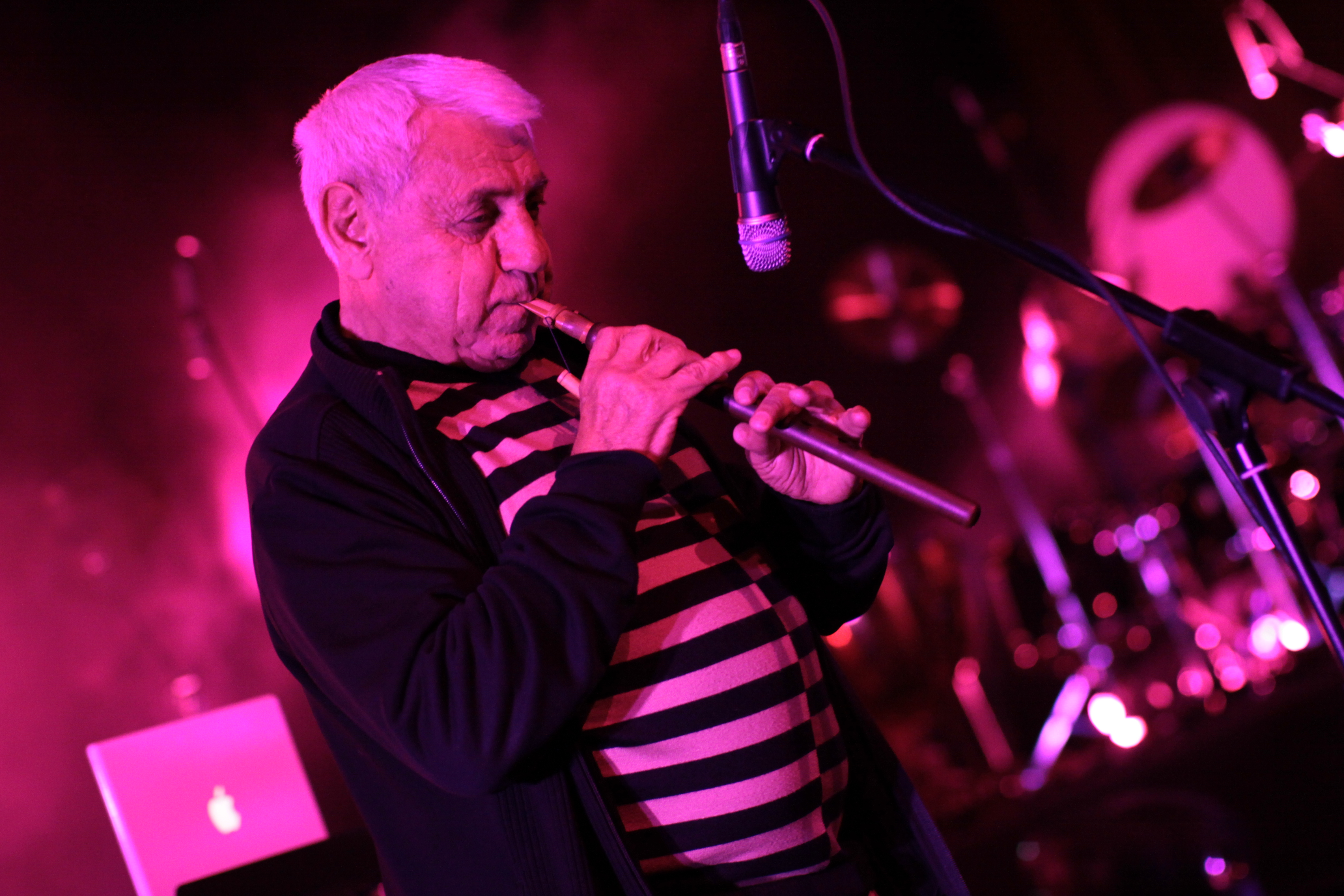
جیوان گاسپاریان

- نیکول گالاندریان (۱۸۸۱-۱۹۴۴)
- جیوان گاسپاریان (زاده ۱۹۲۸)
- گوهاریک قازاروسیان (۱۹۰۷-۱۹۶۷)
- روبن گریگوریان
- هامبارتسوم گریگوریان (۱۸۹۳-۱۹۷۵)

## ل
- هامبارتسوم لیمونجیان (۱۷۶۸-۱۸۳۹)

## م
- ادگار ماناس (۱۸۷۵-۱۹۶۴)
- تیگران مانسوریان (۱۹۳۹)
- ادوارد مانوکیان (زاده ۱۹۸۱)
- مخیتار آیریوانتسی (۱۲۳۰/۳۵-۱۲۹۷/۱۳۰۰)
- رومانوس ملیکیان (۱۸۸۳-۱۹۳۵)
- هراچیا ملیکیان (۱۹۴۷-۲۰۰۶)
- ادوارد میرزویان (۱۹۲۱-۲۰۱۲)
- گئورگی موسسیان (۱۹۴۵-۲۰۱۱)

## ن
- نرسس چهارم شنورهالی (۱۱۰۲-۱۱۷۳)

## ه
- واروژ هاخباندیان (واروژان) (۱۹۳۶-۱۹۷۷)
- تیگران هاماسیان (زاده ۱۹۸۷)
- هاروتیون هانسیان (۱۹۱۱-۱۹۸۷)
- ادوارد هایراپتیان (زاده ۱۹۴۹)
- ادگار هوهانیسیان (۱۹۳۰-۱۹۹۸)
- گاگیک هوونتس (زاده ۱۹۳۰)

## و
- ویلیام وینر (زاده ۱۹۵۵)

## ی
- گریگور یغیازاریان (۱۹۰۸-۱۹۸۸)
- ماکار یکمالیان (۱۸۵۶-۱۹۰۵)
- یورا یوسفی